# Colpoon speciosum
Colpoon speciosum là một loài thực vật có hoa trong họ Santalaceae. Loài này được (A.W.Hill) P.A.Bean mô tả khoa học đầu tiên năm 1990.